# Bracon sergeji
Bracon sergeji är en stekelart som beskrevs av Vladimir Ivanovich Tobias 2000. Bracon sergeji ingår i släktet Bracon och familjen bracksteklar. Inga underarter finns listade.